# Matthew Wilson (Radsportler)

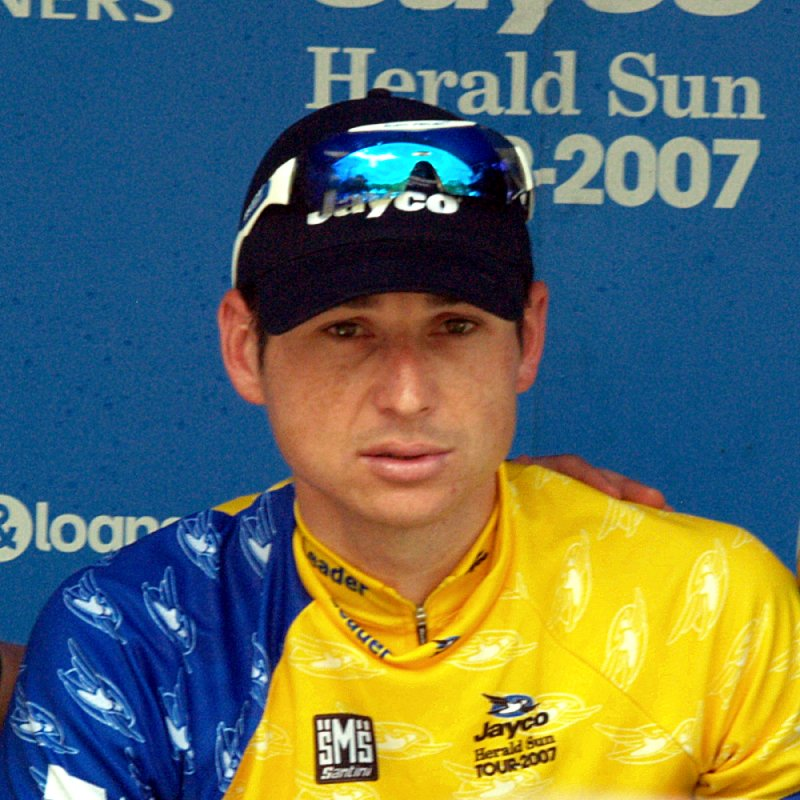
Matthew Wilson (2007)

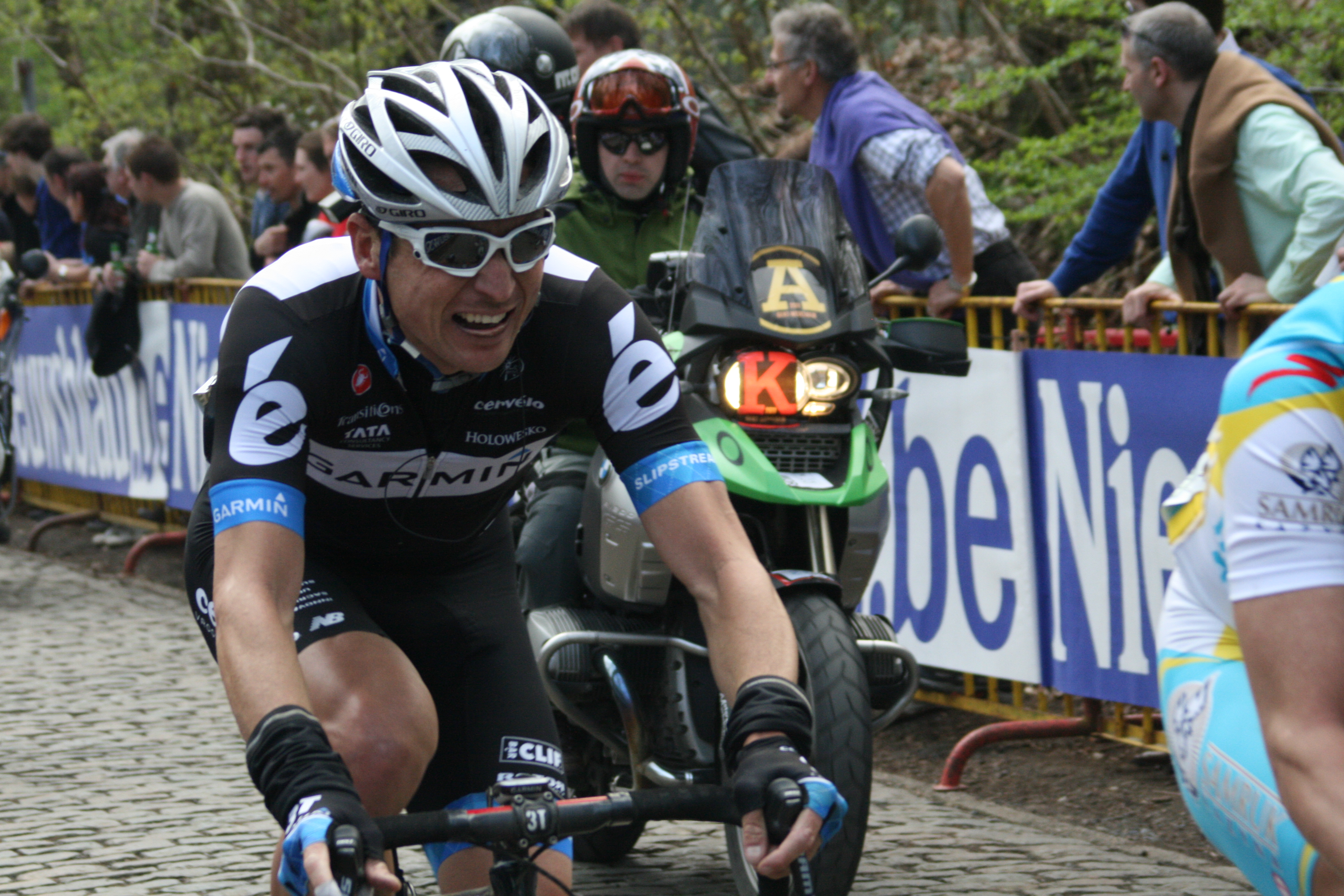
Matthew Wilson bei Gent-Wevelgem 2011

Matthew Wilson (* 1. Oktober 1977 in Melbourne) ist ein ehemaliger australischer Radrennfahrer.

## Sportliche Laufbahn
Matthew Wilson begann seine Karriere 2001 bei dem Radsport-Team Mercury-Viatel. Nach einem Jahr wechselte er zu der französischen Mannschaft La Française des Jeux. Dort nahm er 2003 zum ersten Mal an der Tour de France teil, die er auf einem der letzten Plätze beendete. Im Januar 2004 gewann Wilson dann bei der australischen Straßenmeisterschaft den Meistertitel. Von 2006 bis 2007 fuhr er für das Professional Continental Team Unibet.com, bevor er zur Saison 2008 zum Team Type 1 transferierte. Nach einem weiteren Wechsel zum Team Garmin-Transitions im Jahre 2010, fuhr er seine letzte Saison für Orica GreenEdge und beendete seine Karriere nach den Vattenfall-Cyclassics 2012.

## Erfolge
2004
- Australischer Meister – Straßenrennen

2007
- eine Etappe und Gesamtwertung Herald Sun Tour

2008
- eine Etappe Tour de Beauce

### Grand Tour Gesamtwertung
| Grand Tour            | 2004 | 2005 | 2006 | 2007 | 2008 | 2009 | 2010 | 2011 |
| --------------------- | ---- | ---- | ---- | ---- | ---- | ---- | ---- | ---- |
| Giro d’ItaliaGiro     | 132  | 146  | −    | −    | −    | −    | −    | DNF  |
| Tour de FranceTour    | 144  | −    | −    | −    | −    | −    | −    | −    |
| Vuelta a EspañaVuelta | −    | −    | −    | −    | −    | −    | 143  | −    |

## Teams
- 2001 Mercury-Viatel
- 2002 Française des Jeux
- 2003 FDJeux.com
- 2004 FDJeux.com
- 2005 Française des Jeux
- 2006 Unibet.com
- 2007 Unibet.com
- 2008 Team Type 1
- 2009 Team Type 1
- 2010 Garmin-Transitions
- 2011 Team Garmin-Cervélo
- 2012 Orica GreenEdge